# والتر لوبيز
والتر لوبيز (بالإسبانية: Walter Alberto López)‏ (15 أكتوبر 1985 مونتفيدو الأوروغواي - ) هو لاعب كرة قدم أوروغواني يلعب كمدافع.

## وصلات خارجية
والتر لوبيز على موقع قاعدة بيانات كرة القدم.إي يو (الإنجليزية)
- والتر لوبيز على موقع ناشيونال فوتبول تيمز (الإنجليزية)
- والتر لوبيز على موقع Soccerbase.com (لاعب) (الإنجليزية)
- والتر لوبيز على موقع Soccerway.com (الإنجليزية)
- والتر لوبيز على موقع عالم كرة القدم.نت (الإنجليزية)